# Wild Women (film fra 1918)
Wild Women er en amerikansk stumfilm fra 1918 af John Ford.

## Medvirkende
- Harry Carey - Cheyenne Harry
- Molly Malone
- Martha Mattox
- Ed Jones - Pelon
- Vester Pegg - Pegg
- E. Van Beaver
- Wilton Taylor - Slugger Joe